# شکاف‌دندان بزرگ
شکاف‌دندان بزرگ (نام علمی: Solenodon arredondoi) نام یک گونه منقرض‌شده از سرده شکاف‌دندان است.